# Борнеоська річкова черепаха
Борнеоська річкова черепаха (Orlitia borneensis) — єдиний вид черепах роду Калімантанська черепаха родини Азійські прісноводні черепахи. Інша назва «малайська велетенська черепаха».

## Опис
Завдовжки карапакс досягає 80 см, вага коливається від 36 до 50 кг. Голова відносно велика та широка. Морда трохи піднята догори. На потилиці розташовано невеликі щитки. Верхня щелепа трохи більша за нижню. Карапакс вузький, овальний. У дорослих він більш плаский, ніж у молодих черепах. Невеликий кіль зникає з віком. Пластрон довгий, вузький. На лапах є перетинки. У самця довший і товщий хвіст, ніж у самиці.
Голова у дорослих особин коричнева або чорна, у молодих черепах — поцяткована дрібними темними цятками і зі світлою смугою, що йде від кінчика рота до шиї. Шия, кінцівки і хвіст сірі, коричневі або чорні. Карапакс темно—сірого, коричневого або чорного відтінку. Пластрон й перемичка жовтого або світло—коричневого забарвлення з темними плямами.

## Спосіб життя
Полюбляє різні дрібні водойми з рясною рослинністю. Багато часу, окрім води, перебуває на суходолі. Має добру вдачу. Харчується рибою, дрібними ссавцями, земноводними, рептиліями, фруктами, рослинністю, падлом.
Статева зрілість настає у 10—20 років. Самиця відкладає у ямку 12—15 яєць еліпсоїдної форми з тендітною шкаралупою, розміром 80×40 мм. Інкубаційний період триває 3 місяці. Розмір новонароджених близько 60 мм завдовжки з дуже зморшкуватим панциром.

## Розповсюдження
Мешкає на островах Калімантан й Суматра (Індонезія), а також на Малаккському півострові (Малайзія).